# Cantone di Le Horps
Il Cantone di Le Horps era una divisione amministrativa dell'arrondissement di Mayenne.
È stato soppresso a seguito della riforma complessiva dei cantoni del 2014, che è entrata in vigore con le elezioni dipartimentali del 2015.
Comprendeva i comuni di:
- Champéon
- La Chapelle-au-Riboul
- Charchigné
- Le Ham
- Hardanges
- Le Horps
- Montreuil-Poulay
- Le Ribay